# Incisomonadidae
Famille
Les Incisomonadidae sont une famille de chromistes de l'embranchement des Bigyra, de la classe des Nanomonadea et de l’ordre des Uniciliatida.

## Étymologie
Le nom de la famille vient du genre type Incisomonas, dérivé du latin incisio, « coupure », et du grec μονασ / monas, « seul, solitaire, isolé », littéralement « monade coupée », en référence à l'absence inhabituelle de cil antérieur chez cette monade.

## Description
Scoble et Cavalier-Smith donnent de Incisomonas cette description introductive 

« Nous décrivons un nouveau flagellé hétérokonte marin hétérotrophe, Incisomonas marina, qui, de façon très inhabituelle, est dépourvu de cil antérieur. 
Il glisse et nage avec son cil traînant derrière, mais est principalement sédentaire sur le substrat, avec ou sans cil. La phylogénie [..] regroupe fortement Incisomonas avec d'autres flagellés ; il forme un clade sœur robuste avec (le genre) Solenicola, dans le nouvel ordre des Uniciliatida, et la nouvelle classe des Nanomonadea... »

## Liste des genres
Selon GBIF (16 septembre 2022) :
- Incisomonas Scoble & Cavalier-Smith, 2013

## Systématique
Le nom correct de ce taxon est Incisomonadidae Cavalier-Smith & Scoble, 2013,.

## Publication originale
- (en) J. M. Scoble et T. Cavalier-Smith, « Phylogeny of Heterokonta: Incisomonas marina, a uniciliate gliding opalozoan related to Solenicola (Nanomonadea), and evidence that Actinophryida evolved from raphidophytes », European Journal of Protistology, Allemagne, vol. 49, no 3,‎ 2013, p. 328-353 (ISSN 0932-4739, lire en ligne).